# Piotr Parzyszek
Piotr Parzyszek (ur. 8 września 1993 w Toruniu) – polski piłkarz, występujący na pozycji napastnika. Posiada także obywatelstwo holenderskie, od 2024 do 2025 zawodnik belgijskiego RWDM. Od 2025 zawodnik fińskiego Kuopion Palloseura.  

## Kariera klubowa

### Początki kariery
Parzyszek urodził się w Toruniu, jednak już w wieku sześciu lat wyjechał wraz z matką do Holandii, gdzie rozpoczął trening w VV Eldenia. Po sześciu latach zainteresowanie Polakiem wyraziły NEC Nijmegen oraz SBV Vitesse. Ostatecznie Parzyszek trafił do akademii piłkarskiej tego drugiego klubu, gdzie cały sezon przesiedział na ławce rezerwowych. Po roku odszedł do ESA Rijkerswoerd, z którym zdobył młodzieżowe mistrzostwo kraju. Zainteresowanie jego osobą wyraziło wtedy m.in. PSV Eindhoven, do którego Parzyszek trafił na testy.

### De Graafschap
W 2007 Parzyszek trafił do De Graafschap. W wieku 16 lat występował w zespole U-19 i dzięki dobrej grze otrzymał zaproszenie na testy do angielskiego Blackburn Rovers, które jednak zostały odrzucone przez klub. Parzyszek odbył także tygodniowe testy w Aston Villi, podczas których zdobył bramkę w wygranym 2:1 meczu kontrolnym z Derby County U-17. Do transferu ostatecznie nie doszło i przed sezonem 2012/13 Parzyszek został włączony do kadry pierwszego zespołu De Graafschap. 10 sierpnia 2012 zadebiutował w barwach pierwszej drużyny podczas wygranego 2:0 spotkania ligowego z Excelsiorem. 9 listopada 2012 Parzyszek zdobył swoją pierwszą bramkę dla De Graafschap w przegranym 3:4 meczu z Dordrechtem. 1 lutego 2013 zdobył dwa gole w wygranym 5:1 meczu ligowym z Almere City. Ostatecznie zakończył rozgrywki z dorobkiem 10 bramek zdobytych w 28 spotkaniach, klub natomiast zajął miejsce premiowane udziałem w barażach o awans do holenderskiej ekstraklasy.
Przed rozpoczęciem sezonu 2013/14 zainteresowanie Parzyszkiem wyraziło wiele klubów, m.in. FC Groningen, Empoli FC oraz AZ Alkmaar, a także Legia Warszawa, Lech Poznań i Śląsk Wrocław, jednak De Graafschap nie było zainteresowane jego sprzedażą i podyktowało zaporową cenę. 24 sierpnia 2013 zdobył swoje dwa pierwsze gole w nowo rozpoczętych rozgrywkach, zaś jego klub wygrał 3:0 z młodzieżowym zespołem PSV Eindhoven. 13 września Parzyszek zdobył hat-tricka w wygranym 4:0 meczu z Venlo, tydzień później zaś powtórzył ten wyczyn podczas zremisowanego 3:3 spotkania z młodzieżową drużyną Twente. 14 grudnia w przegranym 3:5 spotkaniu ligowym z FC Den Bosch Parzyszek zdobył bramkę, a w doliczonym czasie gry został ukarany czerwoną kartką za faul na Timie Hofstedem. W grudniu rozpoczęły się rozmowy pomiędzy De Graafschap a Benfiką odnośnie do transferu Parzyszka, ostatecznie jednak nie doszedł on do skutku z powodu przedłużających się negocjacji między klubami.

### Charlton Athletic i kolejne wypożyczenia
30 stycznia 2014 De Graafschap poinformowało, że doszło do porozumienia w sprawie transferu Parzyszka z angielskim Charltonem Athletic. Dzień później Parzyszek podpisał 4,5-letni kontrakt z nowym klubem. W nowych barwach zadebiutował 8 lutego w przegranym 0:2 meczu ligowym z Birmingham City, gdy w 87. minucie zastąpił na boisku Diego Poyeta.
14 lipca 2014 Parzyszek został na rok wypożyczony do drugoligowego belgijskiego klubu Sint-Truidense. 2 sierpnia zadebiutował w nowych barwach, zdobywając dwie bramki w ligowym meczu z Virton. Parzyszek został ponownie wypożyczony latem 2015 roku na jeden sezon do Randers FC. Jego wypożyczenie zostało zakończone 1 lutego 2016, na prośbę zawodnika.

### Frosinone i wypożyczenie do Pogoni Szczecin
29 września 2020 dołączył do włoskiej drużyny Serie B Frosinone. 12 lipca 2021 został wypożyczony na sezon do Pogoni Szczecin. 29 sierpnia 2022 odszedł z Frosinone.

### CD Leganés
1 sierpnia 2022 podpisał dwuletni kontakt z CD Leganés. W sezonie 2022/2023 rozegrał 9 meczów w Segunda División, odszedł z klubu 19 czerwca 2023.

## Kariera reprezentacyjna
29 marca 2011 Parzyszek zadebiutował w reprezentacji Polski do lat 18 podczas wygranego 3:0 meczu towarzyskiego z Holandią. 31 maja i 2 czerwca 2011 zanotował dwa kolejne występy w zespole U-18 podczas dwumeczu ze Szwecją.
27 marca 2013 rozegrał jedyne spotkanie w drużynie do lat 20, która w ramach Turnieju Czterech Narodów spotkała się z Włochami.
12 października 2013 po raz pierwszy wystąpił w reprezentacji U-21, która wygrała 2:0 mecz eliminacyjny młodzieżowych Mistrzostw Europy ze Szwecją.

## Statystyki kariery klubowej
(aktualne na dzień 14 stycznia 2022)
| Klub                  | Sezon              | Liga               | Liga  | Liga   | Puchar kraju | Puchar kraju | Europa | Europa | Inne  | Inne   | Suma  | Suma   |
| Klub                  | Sezon              | Liga               | Mecze | Bramki | Mecze        | Bramki       | Mecze  | Bramki | Mecze | Bramki | Mecze | Bramki |
| --------------------- | ------------------ | ------------------ | ----- | ------ | ------------ | ------------ | ------ | ------ | ----- | ------ | ----- | ------ |
| De Graafschap         | 2012/13            | Eerste divisie     | 28    | 10     | 0            | 0            | –      | –      | 4     | 3      | 32    | 13     |
| De Graafschap         | 2013/14            | Eerste divisie     | 20    | 16     | 1            | 0            | –      | –      | –     | –      | 21    | 16     |
| Charlton Athletic     | 2013/14            | Championship       | 1     | 0      | 0            | 0            | –      | –      | 0     | 0      | 1     | 0      |
| Charlton Athletic     | 2014/15            | Championship       | 0     | 0      | 0            | 0            | –      | –      | 0     | 0      | 0     | 0      |
| Sint-Truidense (wyp.) | 2014/15            | Tweede klasse      | 31    | 11     | 1            | 0            | –      | –      | –     | –      | 32    | 11     |
| Charlton Athletic     | 2015/16            | Championship       | 0     | 0      | 0            | 0            | –      | –      | 0     | 0      | 0     | 0      |
| Randers (wyp.)        | 2015/16            | Superligaen        | 8     | 1      | 2            | 2            | 0      | 0      | –     | –      | 10    | 3      |
| De Graafschap         | 2015/16            | Eredivisie         | 9     | 2      | 0            | 0            | –      | –      | 3     | 1      | 12    | 3      |
| De Graafschap         | 2016/17            | Eerste divisie     | 38    | 25     | 1            | 0            | –      | –      | –     | –      | 39    | 25     |
| PEC Zwolle            | 2017/18            | Eredivisie         | 23    | 5      | 2            | 1            | –      | –      | –     | –      | 25    | 6      |
| Piast Gliwice         | 2018/19            | Ekstraklasa        | 33    | 9      | 1            | 0            | –      | –      | –     | –      | 34    | 9      |
| Piast Gliwice         | 2019/20            | Ekstraklasa        | 37    | 12     | 1            | 0            | 4      | 1      | 1     | 0      | 43    | 13     |
| Piast Gliwice         | 2020/21            | Ekstraklasa        | 4     | 0      | 1            | 1            | 3      | 0      | –     | –      | 8     | 1      |
| Frosinone             | 2020/21            | Serie B            | 28    | 5      | 0            | 0            | –      | –      | –     | –      | 28    | 5      |
| Pogoń Szczecin (wyp.) | 2021/22            | Ekstraklasa        | 18    | 1      | 1            | 0            | 2      | 0      | –     | –      | 21    | 1      |
| Ogólnie w karierze    | Ogólnie w karierze | Ogólnie w karierze | 278   | 97     | 11           | 4            | 9      | 1      | 8     | 4      | 306   | 106    |

## Statystyki kariery reprezentacyjnej
| Lp. | Data       | Zespół | Miejsce                       | Rywal                     | Wynik | Gole | Rozgrywki                |
| --- | ---------- | ------ | ----------------------------- | ------------------------- | ----- | ---- | ------------------------ |
| 1.  | 02.03.2010 | U-17   | Grodzisk Wielkopolski, Polska | Turcja U-18               | 2:2   |      | Towarzyski               |
| 2.  | 04.03.2010 | U-17   | Grodzisk Wielkopolski, Polska | Turcja U-18               | 1:1   |      | Towarzyski               |
| 1.  | 29.03.2011 | U-18   | Łomża, Polska                 | Holandia U-18             | 3:0   |      | Towarzyski               |
| 2.  | 31.05.2011 | U-18   | Örebro, Szwecja               | Szwecja U-18              | 2:1   |      | Towarzyski               |
| 3.  | 02.06.2011 | U-18   | Örebro, Szwecja               | Szwecja U-18              | 0:1   |      | Towarzyski               |
| 4.  | 09.08.2011 | U-18   | Tønsberg, Norwegia            | Norwegia U-18             | 0:0   |      | Towarzyski               |
| 5.  | 11.08.2011 | U-18   | Horten, Norwegia              | Norwegia U-18             | 0:2   |      | Towarzyski               |
| 1.  | 27.03.2013 | U-20   | Gliwice, Polska               | Włochy U-20               | 1:3   |      | Turniej Czterech Narodów |
| 1.  | 12.10.2013 | U-21   | Kraków, Polska                | Szwecja U-21              | 2:0   |      | el. ME U-21 2015         |
| 2.  | 15.11.2013 | U-21   | Ta’ Qali, Malta               | Malta U-21                | 5:1   |      | el. ME U-21 2015         |
| 3.  | 05.03.2014 | U-21   | Białystok, Polska             | Litwa U-21                | 5:0   |      | Towarzyski               |
| 4.  | 04.06.2014 | U-21   | Kraków, Polska                | Bośnia i Hercegowina U-21 | 1:0   |      | Towarzyski               |